# ILSY

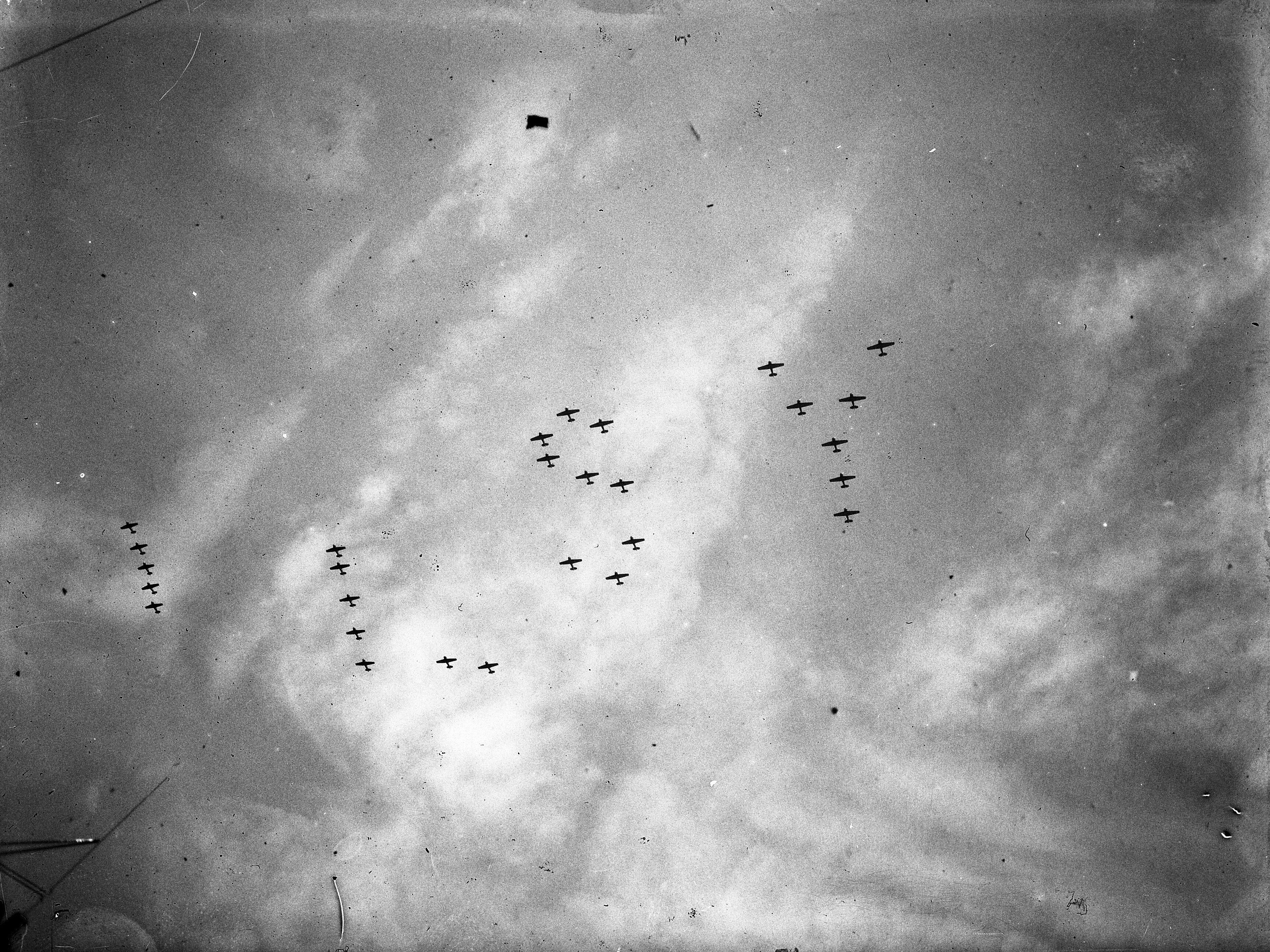
ILSY 1951

ILSY is de afkorting voor Internationale Luchtvaartshow Ypenburg. Deze jaarlijkse vliegshows vonden plaats op en rond het toenmalige Rijswijkse Vliegveld Ypenburg in de jaren 1945-1957. Zij werden door duizenden toeschouwers bezocht.

## 1945-1947
Op 15 september 1945 organiseerde de Royal Air Force, ter herinnering aan de Slag om Engeland en ter herdenking van het bombardement op het Bezuidenhout in Den Haag van 3 maart 1945, een luchtvaart-toernooi met vliegtuigen, die gevlogen werden door Nederlandse en Engelse vliegeniers. Gedemonstreerd werden luchtacrobatiek, schijnaanvallen, formatievliegen en langzaam-vliegen.
Bij de heropening van het Vliegveld Ypenburg vond op 2 mei 1947 een vliegfeest plaats met demonstraties van de luchtvaarttroepen van de LSK (Luchtstrijdkrachten), de RLS (Rijksluchtvaartschool), de NLS (Nationale Luchtvaart School) en Engelse vliegtuigen. Tevens vond de promotie plaats van de Fokker F.25 Promotor, een vliegtuig van Frits Diepen Vliegtuigen N.V..
Op 27 en 28 september 1947 vonden de vliegfeesten van de Rijksluchtvaartschool plaats.

## 2e ILSY (1950)
Van 28 t/m 30 juli 1950 onder auspiciën van de KNVvL (Koninklijke Nederlandse Vereniging voor Luchtvaart) de vliegfeesten van de 2e ILSY plaats. Deelnemers waren: straaljager-formaties van de luchtmachten van de Verenigde Staten, het Verenigd Koninkrijk en Nederland; Franse en Nederlandse militaire stuntescadrilles; Marcel Doret (Koning der Luchtacrobatiek); Hans Walti (trapezetoeren onder een vliegtuig); demonstraties met de Fouga, ”Sylphe”, ’s werelds eerste straal-zweefvliegtuig.

## 3e ILSY /1951)
Van 27 t/m 29 juli 1951 vond de 3e ILSY plaats. Onder aanwezigheid van Dwight D. Eisenhower vond de overdracht plaats van eerste vier Republic F-84E Thunderjets aan de Luchtstrijdkrachten (LSK),

## 4e ILSY (1952)
Op 2 en 3 augustus 1952 vond de 4e ILSY plaats. Deelnemers waren o.a.: Een Bristol Freighter, een Fauvel Vliegende vleugel, een English Electric Canberra, drie verschillende De Havilland’s en een Bücker Jungmeister.

## 5e ILSY (1955)
Vanwege een vliegtuigshow door de net in 1953 opgerichte Koninklijke Luchtmacht op vliegveld Soesterberg en het jaar daarop vanwege herinrichting van het Vliegveld Ypenburg werd de volgende ILSY op 30 mei 1955 gehouden. Deze show werd bijgewoond door de Koninklijke familie en 200.000 betalende bezoekers. Er vonden onder andere een parade van lichte vliegtuigen, stuntvliegshows, kunst- en formatievliegen, parachutespringen, een helikopterparade plaats en een slotdefilé van NAVO-straaljagers plaats.

## 6e ILSY (1957)
De 6e ILSY wordt ook wel de Gouden ILSY genoemd vanwege het 50-jarig bestaan van de organiserende KNVvL. Bij deze viering waren net als bij de vorige ILSY de Koninklijke familie en 200.000 bezoekers aanwezig. Dit was tevens de laatste luchtvaartshow op Ypenburg. De omgeving had te veel hinder van het geluid die de activiteiten veroorzaakten, om veiligheidsredenen en vanwege de grote aantallen bezoekers die ook buiten het vliegveld de show volgden.
Luchtvaartshows door de Koninklijke Luchtmacht vinden nog wel steeds plaats buiten de Randstad, zoals op de vliegvelden Volkel, Leeuwarden en Gilze-Rijen.
De naam van de vliegfeesten leeft nog voort in het ILSY-plantsoen, dat vlak voor het voormalige hoofdgebouw van het Vliegveld Ypenburg ligt.

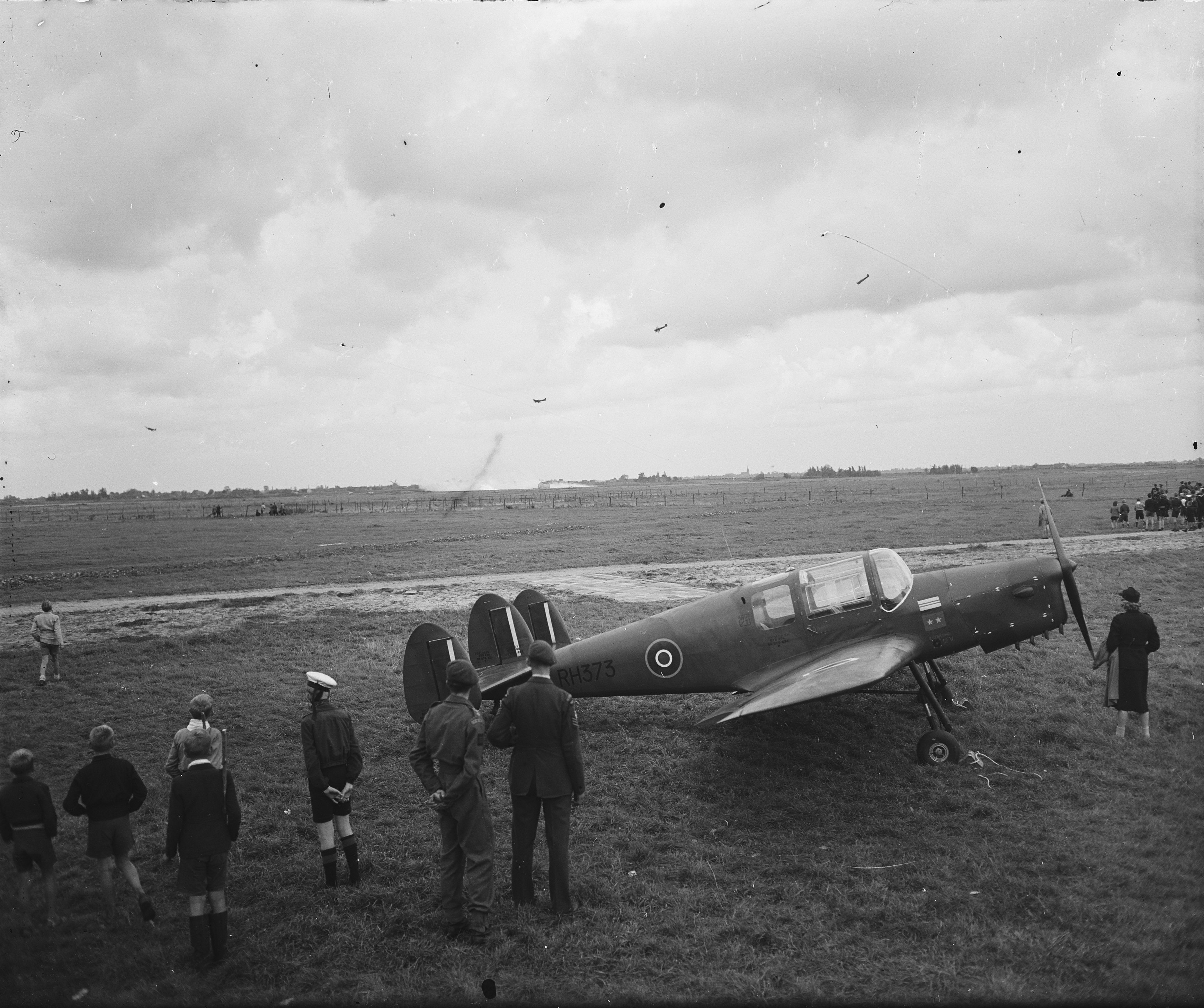
ILSY 1945
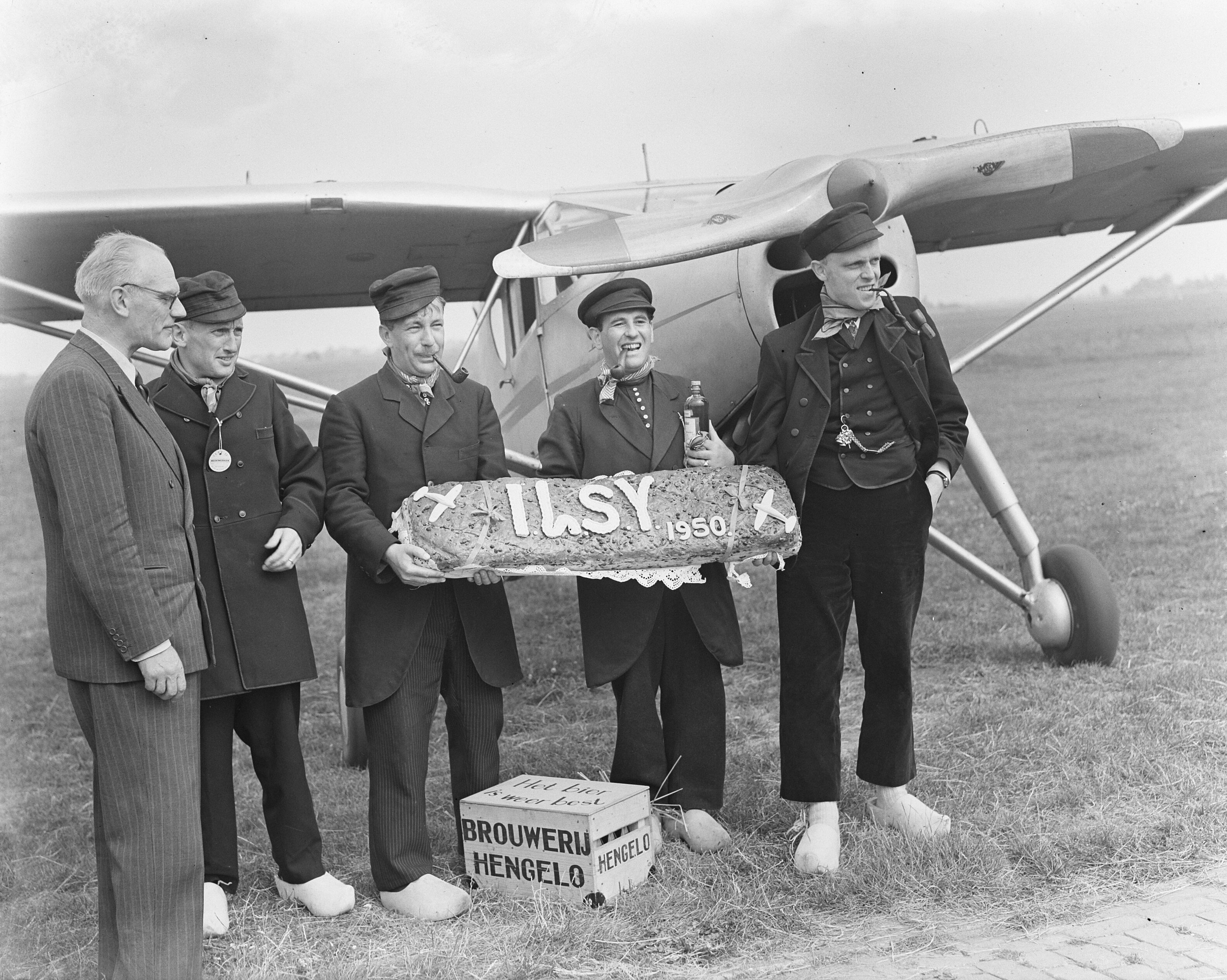
ILSY 1950
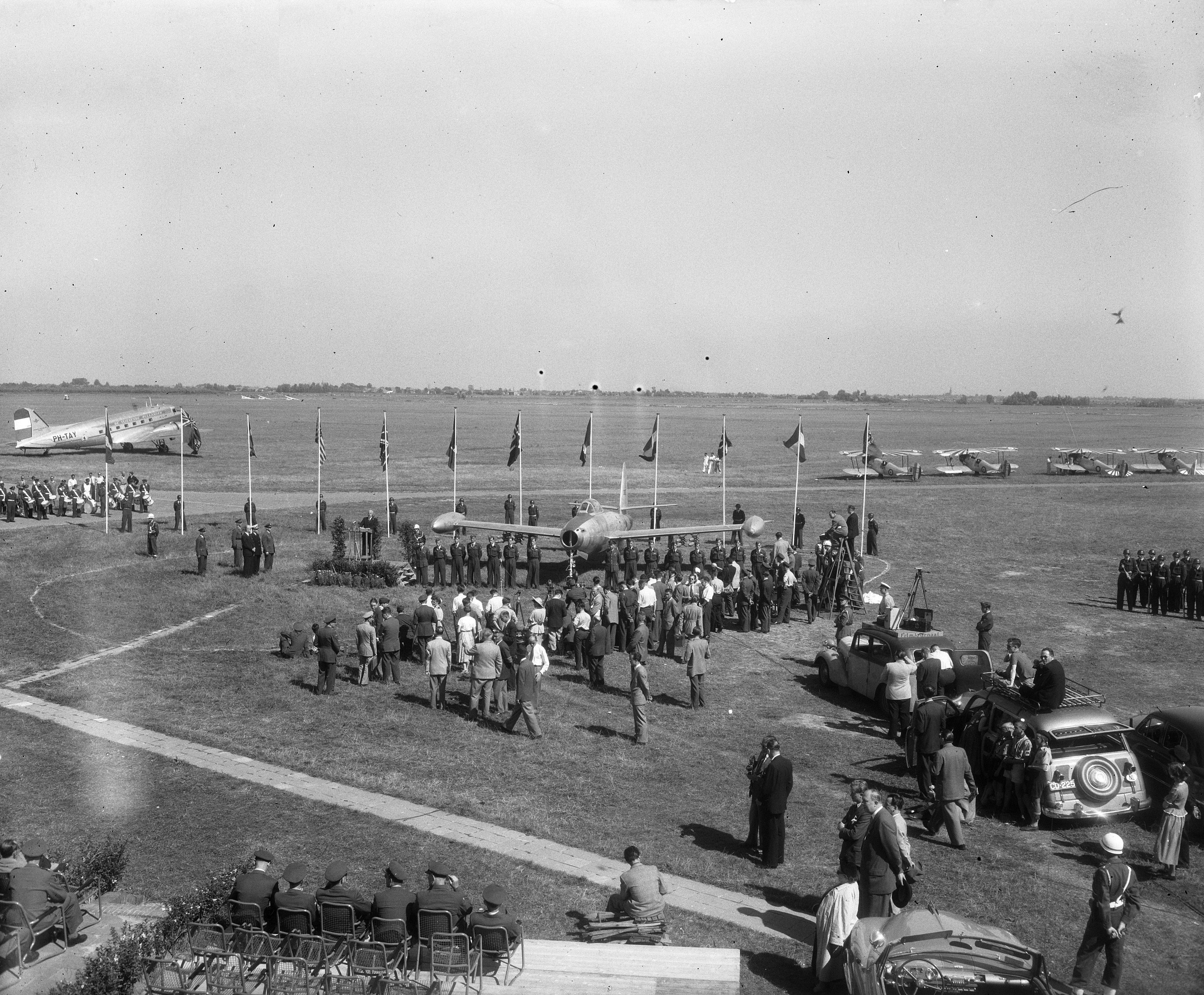
ILSY 1951
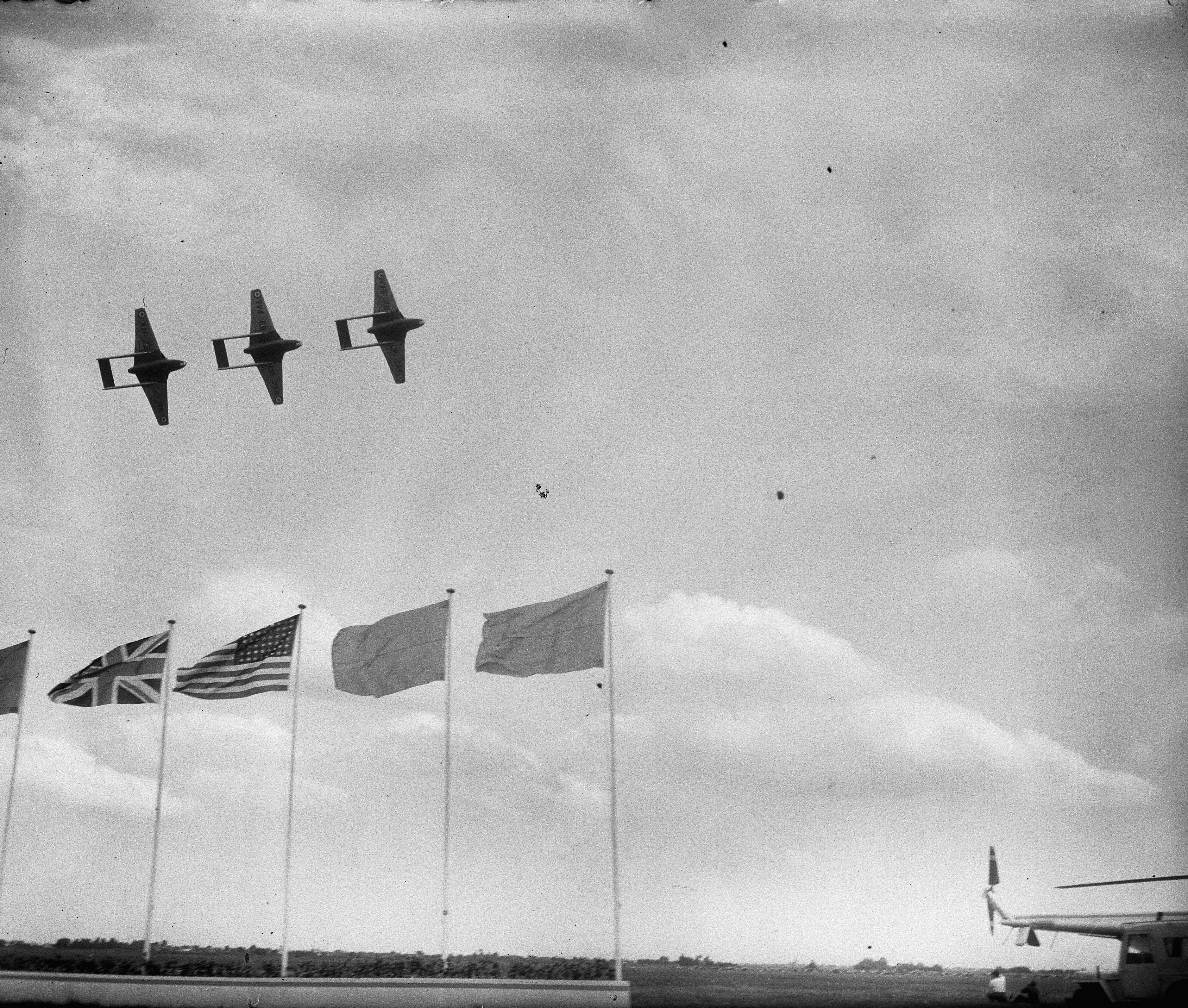
ILSY 1952
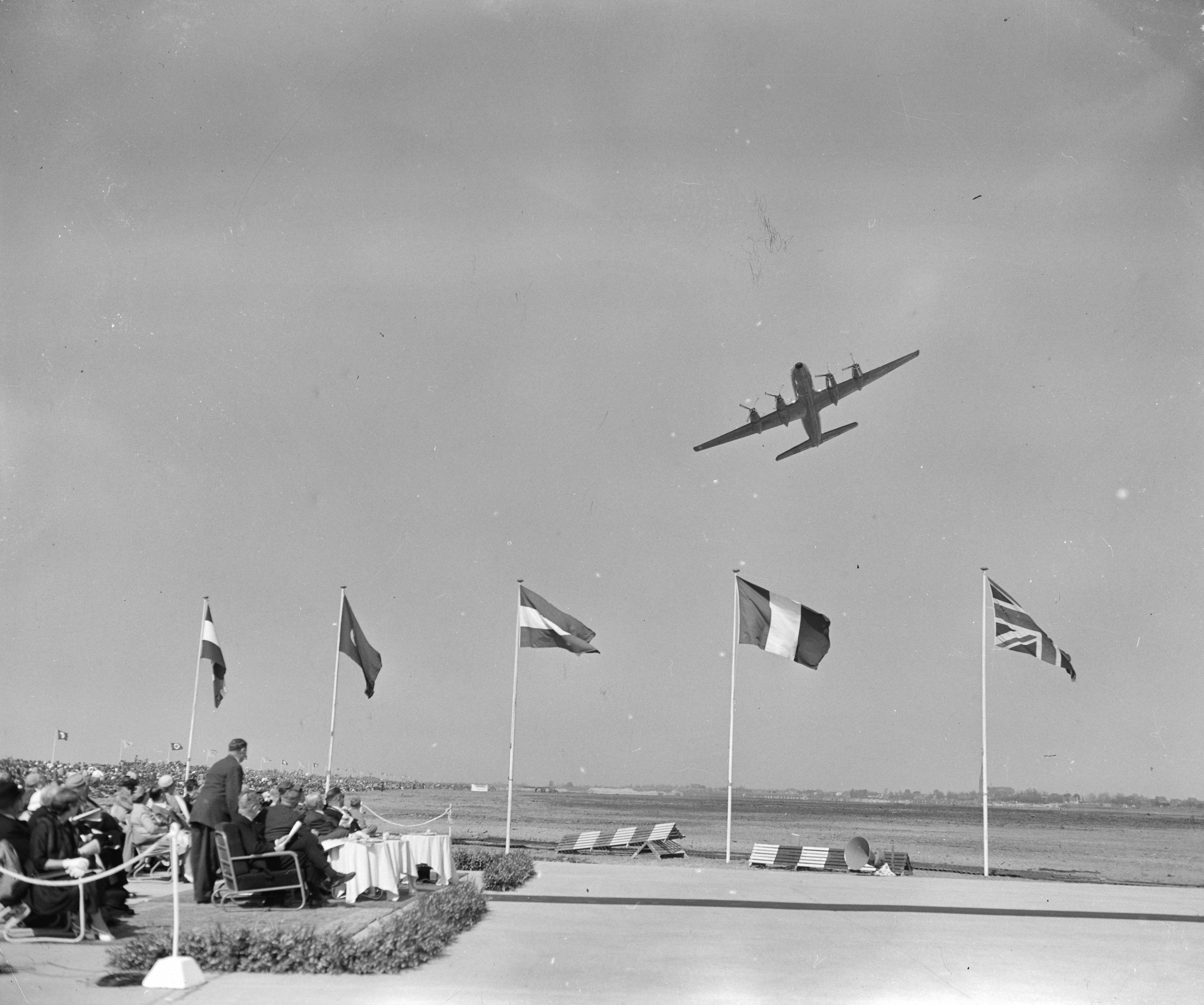
ILSY 1955
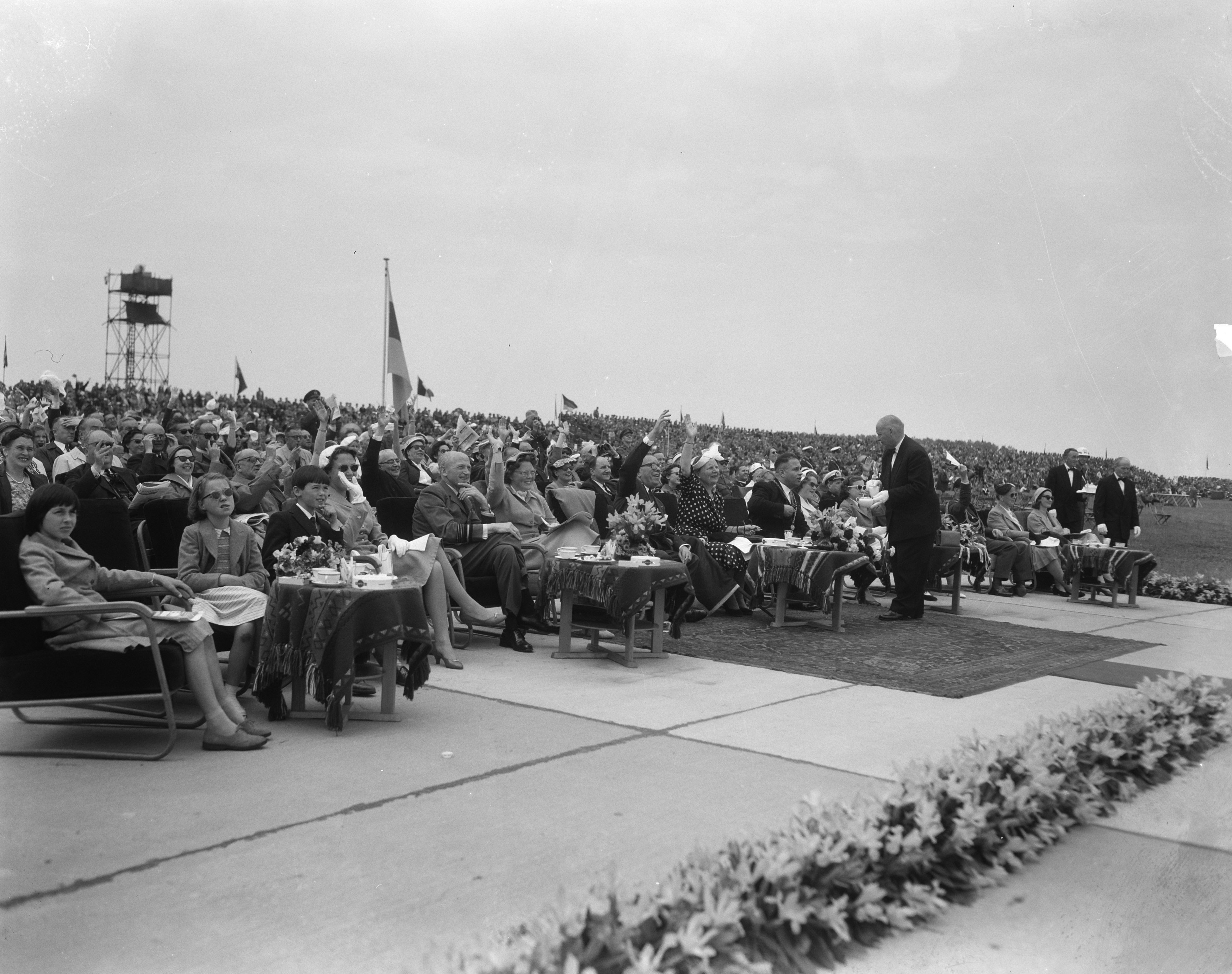
ILSY 1957